# Laura Echeverría Correa
Laura Elena Echeverría Correa es una asistente social y política chilena, miembro del Partido Socialista (PS). Se desempeñó como la primera titular del Servicio Nacional de la Mujer y la Equidad de Género (SernamEG) de su país, designada por la presidenta Michelle Bachelet en junio de 2016.

## Estudios
Es asistente social de la Escuela de Trabajo Social de la ciudad de Hamburgo, Alemania. Además cuenta con un diplomado en estrategias de educación de la pobreza en América Latina en la Universidad de Chile y el Instituto del Banco Mundial, también es máster en políticas sociales y gestión local de la Universidad Arcis.

## Trayectoria pública
Es militante del Partido Socialista de Chile (PS) desde 1969. En 1991 ingresó al recién creado Servicio Nacional de la Mujer (Sernam), actual Servicio Nacional de la Mujer y la Equidad de Género (SernamEG). En su larga trayectoria al interior del servicio, se desempeñó en diversos cargos, entre ellos como profesional a cargo del «Departamento de Relaciones Internacionales», encargada nacional de Capacitación Laboral del «Departamento de Estudios», encargada nacional del área laboral del «Programa de Apoyo a las Mujeres Jefas de Hogar», encargada de control de la «División de Gestión Interna», jefa del «Departamento de Modelos Programáticos» y jefa de la «Unidad Trabajadoras Jefas de Hogar», Así mismo, fue asesora de gabinete de la ministra de la Mujer Claudia Pascual.
Fue consultora del Banco Interamericano de Desarrollo (BID) para la Secretaría de Desarrollo Social de la República Argentina, y desde 2015, coordinadora del Grupo de Género de la Alianza del Pacífico.
Desde el 2006 ha trabajado en el diseño e implementación de programas y políticas orientadas a mujeres trabajadoras de escasos recursos, y ha publicado diversas ponencias  sobre capacitación y participación laboral femenina. Destaca además su experiencia en temáticas de participación ciudadana con perspectiva de género, coordinación y negociación intersectorial e inclusión social.